# バイオハザード5
『バイオハザード5』（バイオハザードファイブ、BIOHAZARD 5, 英題：RESIDENT EVIL 5）は、カプコンにより開発および発売されたPlayStation 3、Xbox 360用ゲームソフトであり、バイオハザードシリーズ第7作。2009年3月5日発売。Windows版は2009年9月17日に発売。PlayStation 4、Xbox One版は2016年6月28日発売。日本ゲーム大賞2009 優秀賞を受賞。NintendoDirect の映像内よりE3にてNintendo Switch版の体験版 が公開出展されたとの情報を公開した。製品版は2019年の秋に発売予定と映像にて発表した。

## 開発・進捗

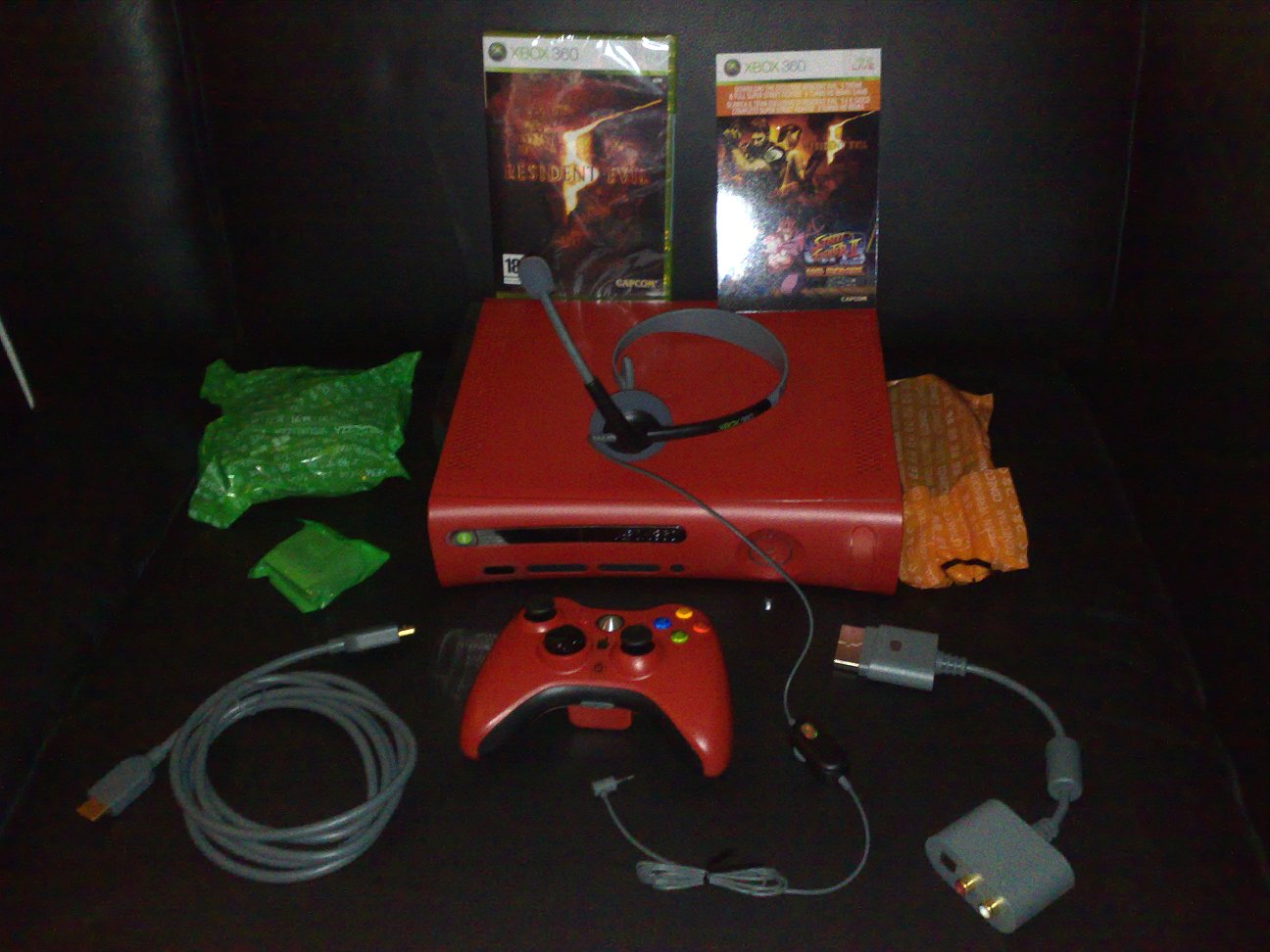
Xbox 360と海外版バイオハザード5。

本編シリーズとしては2005年発売の前作『バイオハザード4』（以降、『4』）より約4年ぶり。
プロデューサーが『4』の小林裕幸から竹内潤が引き継ぎ、稲船敬二が監修した。この他に『バイオハザード』や『バイオハザード2』に関わった安保康弘（ディレクター）や内海秀明（サウンドデザイナー）なども本作に参加している。また、製作にはアメリカ・ハリウッドのスタッフも携っており、音楽収録は20世紀フォックスのスタジオで行い、武器の効果音は、サンディエゴで本物の銃器を使って収録された。プロデューサーの竹内は今作を「バイオハザードシリーズの起承転結の転にあたる物語」だと発言している。
本作における時系列は、前作『4』から5年後の2009年3月に設定されている。舞台はアフリカのとある国のキジュジュ地区であり、生物兵器の密売を行っているリカルド・アーヴィングを逮捕すべくキジュジュにやってきたクリス・レッドフィールドと、世界規模のバイオテロを計画しているアルバート・ウェスカーとのシリーズを通しての長きにわたる因縁の決着が描かれている。
『0』から、『4』までは、表記が『biohazard』と小文字表記だったが、本作から再び『BIOHAZARD』と大文字表記に戻されている。実写映画版の監督を務めているポール・W・S・アンダーソンは、映画『バイオハザードIV アフターライフ』の製作に当たって本作に強い影響を受けたと発言している。
Xbox 360版のテレビCMには、温水洋一と栗山千明が出演。一方、PlayStation 3版のCMはゲームシーン中心の構成となっていた。
2009年3月期の北米市場ではXbox 360版が93.8万本を売り上げ、2008年6月の『メタルギアソリッド4』以来、任天堂以外の日本メーカーが首位を獲得した（PS3版は58.5万本で4位）。
Windows版は当初よりNVIDIA社の3D映像システム3D Visionを前提に開発されており、初のネイティブ対応ゲームソフトとなる。3D映像でプレイするには対応のビデオボードと3Dメガネ、120Hz表示の液晶ディスプレイが必要。また、Windows版のみの追加要素も存在する（後述）。2015年4月1日にはSteamにて配信開始（価格は1,990円（税込）。すでにWindows版を購入したユーザーは無償で入手可能）。同時に後述の『バイオハザード5 オルタナティブ エディション』およびダウンロードコンテンツ「アントールド ストーリーズ バンドル」も配信された。ただし、すでにサポートが終了したWindows XPが対応OSから外された他、3D Visionも非対応となった。
2016年のバイオハザードシリーズ20周年記念企画の『4』〜『6』を現行機に移植するプロジェクトの一環として、本作も6月1日にPlayStation 4およびXbox Oneでダウンロード販売を開始。PS3版およびXbox 360版の720P画質から1080PのフルHD画質へと高解像度化と高フレームレート化が行われ、タイトルは『バイオハザード5』だが後述の『オルタナティブ エディション』の追加要素のほとんどが収録されており、「ザ・マーセナリーズ」は無印版の「ザ・マーセナリーズ」と『オルタナティブ エディション』で追加の「ザ・マーセナリーズ・リユニオン」を1つのモードに統合して再構成した「ザ・マーセナリーズ・ユナイテッド」が収録されている。同年12月1日にはパッケージ版の販売も開始された。

### 沿革
- 2005年7月、Xbox 360での発売を発表、デモムービーを公開。
- 2007年7月、本作での主人公は、『バイオハザード』や『バイオハザード CODE:Veronica』に登場したクリス・レッドフィールドと発表。また、クリーチャーはゾンビでもガナードでもない存在で、システム、カメラ位置は基本的に『4』と同じだがさらに追加するとされた。
- 2007年7月26日、Xbox Live マーケットプレースおよびPlayStation Storeにて、プロモーションビデオを配信開始。
- 2008年11月27日、日本のみ当初の発売予定日を1週間繰り上げて、2009年3月5日の発売と発表。
- 2008年12月5日、Xbox Liveゴールドメンバーシップ限定（日本アカウントのみ）にて体験版を配信[注 1]。
- 2008年12月18日、PlayStation 3本体購入者に配布された『祝!PS3生活スペシャルデモディスク』の中の1つに本作の体験版を添付。
- 2009年1月26日、Xbox Liveシルバーメンバーシップ、北米アカウントにも体験版の配信を開始。
- 2009年2月2日、PLAYSTATION Storeにて体験版の配信を開始。
- 2009年3月5日、日本版発売開始。
- 2009年3月13日、北米版ほか発売開始。
- 2009年4月9日、Xbox Live マーケットプレースおよびPLAYSTATION Storeにて、「VERSUS」モードを販売開始。
- 2009年5月2日、Windows版発売発表。
- 2009年7月17日、Windows版の仕様発表と共にベンチマークソフトの配布を開始[注 2]。
- 2009年9月17日、Windows版発売開始。
- 2009年9月25日、東京ゲームショウ2009にて『オルタナティブ エディション』の発売を発表、新トレーラーを当ゲームショウのみで公開。
- 2009年10月1日、『オルタナティブ エディション』のプレサイト公開および新トレーラーを一般公開。
- 2010年2月18日、『オルタナティブ エディション』発売。
- 2010年3月11日、Xbox Live マーケットプレースおよびPLAYSTATION Storeにて、「LOST IN NIGHTMARES」、「COSTUME PACK1」を販売開始。
- 2010年3月25日、Xbox Live マーケットプレースおよびPLAYSTATION Storeにて、「DESPERATE ESCAPE」、「COSTUME PACK2」を販売開始。
- 2010年9月14日、『オルタナティブ エディション』がバージョンアップでPlayStation Moveに対応（オリジナル版は非対応）。
- 2012年3月29日、PLAYSTATION Storeにて『オルタナティブ エディション』のダウンロード販売を開始。
- 2015年4月1日、SteamにてPC版のダウンロード販売を開始。同時に『オルタナティブ エディション』およびダウンロードコンテンツ「アントールド ストーリーズ バンドル」もダウンロード販売開始。
- 2016年6月28日、PlayStation 4およびXbox Oneで『バイオハザード5』のダウンロード販売を開始。同年12月1日にパッケージ版を販売。
- 2019年06月11日、『バイオハザード5』が初となる任天堂ハードへ対応したNintendo Switch版の情報がバイオハザード+Nintendo Direct[15]としてNintendoの公式YouTubeチャンネルにて映像が公開される。

## ストーリー
ラクーンシティの消滅から11年後の2009年。かつてアンブレラ社が開発したウイルスや生物兵器は今や世界中のテロリストなどの手に渡り、利用されていた。世界中の人々がバイオテロに恐怖する中、各国はテロの封じ込めを図るため、アンブレラ社を倒した私設対バイオテロ部隊を国連直轄の組織「BSAA」として再編する。そのエージェントの1人であるクリス・レッドフィールドは、生物兵器の闇取引があるとの情報を入手し、密売人の身柄を拘束するため、その現地であるアフリカ西部のキジュジュ自治区を訪れていた。
多くの仲間を失いながら闘い続けても終わりの見えないバイオテロの脅威に、クリスは「この世界は、命を賭けてまで守る価値があるのだろうか？」と心の中で自問し続けていた。それでも任務を遂行するため、そして任務とは別にある噂の真偽を確かめるため、クリスは現地で合流したBSAA西部アフリカ支部所属のシェバ・アローマと共に、行動を開始する。
ところが、キジュジュの住民たちは密売人のリカルド・アーヴィングが拡散させた生物兵器プラーガに寄生され、「マジニ」と呼ばれる怪物と化していた。マジニたちはBSAA部隊に凶暴な本性を現して襲いかかり、アーヴィングは謎の仮面の人物による手引きで逃亡する。BSAA部隊も大型生物兵器の手にかかり、隊長のジョッシュ・ストーンを残して全滅してしまう。
もはや撤退すべき状況でありながら、託された情報からクリスはアフリカを訪れたもうひとつの目的である、3年前に死亡したはずのジル・バレンタインが生存しているという噂を確信に変え、単独でもアーヴィングを追跡する決意を見せる。シェバも仲間たちの敵を討つために同行し、追い詰められた果てにプラーガを用いて自身を怪物化したアーヴィングを倒す。死の間際にアーヴィングが口にした製薬会社「トライセル・アフリカ支部」の女社長であるエクセラ・ギオネの名と、世界のバランスを変えるという「ウロボロス計画」、そしてアーヴィングの「この先の洞窟に『答え』がある」との言葉を手がかりに、クリスとシェバはBSAA本部へ報告に向かうジョッシュと別れて事件の調査を続ける。
洞窟内には巨大な遺跡が広がっており、クリスとシェバは遺跡を守護するンディパヤ族のマジニを退けながら奥へ進む。最奥の庭園に着くと、そこには見たことのない花が沢山咲いており、庭園の近くにはアンブレラ社の古い研究所と、さらにトライセル社が建設した巨大研究所があった。そこに遺されていたファイルから、庭園の花がアンブレラ社製のウイルス兵器の元となった始祖花と呼ばれる花「太陽の階段」であり、アフリカでの一連の事件はアンブレラ社の研究を受け継いだトライセル社の大規模な組織犯罪であることが発覚する。
クリスとシェバが武装兵のマジニとの銃撃戦を掻い潜りながら研究所の探索を経て最深部に到着すると、そこにはエクセラと数年前に死亡したはずの宿敵であるアルバート・ウェスカー、そして謎の仮面の人物がいた。クリスがその仮面を射ち飛ばし、ウェスカーがその人物の顔を隠したフードを外すと、その正体は特殊な薬物を投与されてウェスカーの操り人形と化していたジルだった。ウロボロス計画を実行するため、エクセラとウェスカーはジルを残して立ち去る。その後、殺意をむき出しにして襲い来るジルをクリスとシェバは取り押さえ、薬物を投与していた胸のデバイスを外してジルを正気に戻す。こうしてクリスはジルとの再会を果たした。
ウロボロス計画を阻止するためにクリスとシェバは疲弊したジルをその場に残し、エクセラとウェスカーの追跡を再開する。武装兵マジニや捨てゴマとされてウロボロス化したエクセラを倒してウェスカーに追いすがるが、かねてよりウイルスによって超人と化していた彼の圧倒的な力の前には歯が立たず、窮地に追い込まれる。しかし、クリスとシェバはジルから伝えられていた弱点を突いてウェスカーを弱体化させ、ウロボロス・ウイルスを散布させるための爆撃機も撃墜する。計画を阻止されて激怒したウェスカーはウロボロス・ウイルスを用いて怪物化し、クリスとシェバに襲いかかる。しかし、クリスとシェバは死闘の末にウェスカーを完全に倒すことに成功する。
帰還途中のヘリコプターの中で、クリスは再び「この世界は命を賭けてまで守る価値があるのだろうか？」と心の中で自問する。仲間たちが返してくれる微笑みに、クリスは問いへの答えを見出していた。

## システム
基本的に前作『4』と同様で、ビハインドカメラによるTPSのゲーム構成になっている。また、単独行動が主だった前作とは違い、「クリス」と「シェバ」が常に2人一組で行動する。そのため、今作では味方を助けるアクションなど、お互いの協力が必要な状況を迎えることも多い。そのシステムは『バイオハザード0』（以降、『0』）に似ているが、本作では途中でのプレイヤーキャラクター交代はできず、ゲーム開始時に選んだプレイヤーキャラクターで進行する。
ステージから、ステージに移るまでのローディング時間の合間にこれまでの数々のバイオハザードに関する出来事や『1』での事件以前のアンブレラ創立前からの出来事が時系列に沿って表記されており、このローディングの合間の表記方式は後の『バイオハザード6』にも継承されている（ただし、表記内容は今作とは異なる）。
難易度選択
前作同様、難易度の選択が可能で、AMATEUR、NORMAL、VETERANの3種類存在し、右に行くにしたがって難易度は上昇する。
PROFESSIONALモードは難易度VETERANをクリアすると選択できるようになっているが、前作とは違い他の難易度でクリアした際に装備していた武器やアイテムを引き継いでプレイできるようになっているなど、前作と比べると条件が少し易しくなっている。
PROFESSIONALモードでは、プレイヤーランクが10で固定されていて、受けるダメージが10倍、与えるダメージが0.85倍になっている。敵の攻撃を一発受けただけでDYING状態となり、近くにパートナーがいなければ僅か3秒で死亡してしまう。アーマーを装備した場合、敵の攻撃によっては一発でDYING状態にならないこともあるが、耐えきれない攻撃が多数あることに変わりはない（アーマーの効果でダメージを半減した結果、受けたダメージ数値が1000を越えてしまうため）。また、取得可能なアイテムも変化が起こり、金貨や金塊の取得額が2倍（トレジャーの売却金額は変化なし）、他の難易度で設置されていた固定弾薬が設置されない、敵が回復アイテムを落とさないため、プレイ開始前に持ち込むアイテムを考える必要がある。
フレンドリーファイア
難易度選択後に選択可。オフの場合は味方に向けて攻撃しても当たらずに貫通。オンの場合は味方に攻撃が当たり（一部の武器を除いてダメージは0）、敵に当たらない（貫通能力のある武器は貫通する）。また、体術が味方に当たるとダメージは無いものの怯んだり吹っ飛んだりする。ナイフも同様で味方に当たると、味方が退く。スタンロッドもダメージはないものの、電撃により大きくひるむ。
体力最大値
どのキャラクターも1000で固定。
瀕死
即死攻撃といった特定の攻撃を除き、通常の攻撃で体力が2以下になると「DYING」（瀕死）状態になる。DYINGになったプレイヤーはアイテムの使用や攻撃が不能となり、移動速度は非常にゆっくりとしたものになる。一定時間が経過するとゲームオーバーとなるため、パートナーが回復あるいは蘇生する（させてもらう）必要がある。しかし、回復せずに繰り返しDYING状態になると、死亡するまでの時間が短くなっていく。また、2人ともDYINGになると、その場でゲームオーバーになる。DYING状態から死亡するまでの一定時間は難易度ごとに決まっている（AMATEUR＝30秒、NORMAL・VETERAN＝15秒、PROFESSIONAL＝3秒）。
「THE MERCENARIES」などのソロプレイモード時は、DYING状態かつ敵に捕まっていなければ、ボタン連打でDYING状態から復帰できる。
体術（アクション）
『4』と同様で敵の顔・腕・脚などを撃ち、敵がよろけると体術を繰り出せる。また、味方が掴まれている時は近づいて「助ける」ことも可能。今作ではこのアクションが強力になっているために敵の数も多く、アクションも併用しないと弾薬不足などのピンチに陥りやすくなっている。
種類は前作よりも豊富になっており、繰り出す技は銃弾（主に[ハンドガンやマシンガン）を当てた部位によって前後でそれぞれ異なる。また、パートナーと体術のコンボも可能。
『4』と同様に、一部の壁や通路の角に接近すると「（壁に）張り付く」や「しゃがむ」というアクションが発生する。これにより敵の銃撃から身を守る、気配を消すといった効果を持ち、反撃できる。
アイテム購入
各チャプター終了時や、コンティニュー直後に武器・アイテムの整理や購入などができる。購入する場合はステージ内の敵を倒したり箱を壊すことで手に入るナイラ（ナイジェリアの通貨）が必要となる。また、手に入れた宝石を売却することでも入手可能。
その他
『アウトブレイクシリーズ』同様、オンラインプレイが可能（ただし、同一機種以外での同時プレイは不可）になっており、番外編を除けばシリーズ初の2人同時プレイが可能な作品である。また、メニュー画面を開いている時のゲーム進行も『アウトブレイク』と同様で、的確に周囲の状況を把握した立ち回りが求められる。それに伴い、メニュー画面での弾薬のリロードが可能になっている。
前作と違い、アイテムを持てる数は1人あたり9個となっている。また、弾薬は1枠にまとめられる上限が設定されているため、大量に所持することが難しくなっている。所持品スロットの特定の位置に武器を配置すると、ショートカットキー（十字キー）でメニュー画面を開かずに瞬時に装備できる。そのため、シリーズで初めて十字キーでの移動が不可能となっている。
今作ではオートセーブとなっており、特定のポイント到達時や各チャプター終了時にセーブが行われる。そのため、タイプライターは登場しない。
攻略ステージのどこかに配置された、30個の「B.S.A.Aエンブレム」と呼ばれるターゲットを破壊するというサブミッションが存在する。各ターゲットの場所は予め決まっているが、比較的簡単に発見できるものから非常に見つけにくい場所にあるものまで様々で、中にはライフルのスコープを用いても発見しにくいものもある。
どの難易度でも、クリア特典としてシリーズ定番の「THE MERCENARIESモード」が存在する。システムは『4』とほとんど変わらないが、本作では出てくる敵の数が150体前後に決まっており、全滅させると制限時間より前でも終了するうえ、その際の残り時間はタイムボーナスとして得点に加算される。キャラクターは最大で、クリス（3種類）、シェバ（3種類）、ウェスカー（2種類）、ジル（2種類）の4人10種類。
Windows版では、上記モードで敵キャラクターの数が家庭用機版の数倍に増やされた「Unlimitedモード」が用意されている。また、前述の3D Vision対応（Steam配信版では非対応）・新コスチュームの追加（クリスは「Warrior」、シェバは「Office lady」。家庭用では後述のダウンロードコンテンツで追加）・前作では非対応だったマウス操作対応などの追加・改良がなされている。逆に、「オフラインでの同時プレイモード」「VERSUSモード」など、家庭用版から削除された要素も存在する。

## 登場人物

### BSAA所属隊員
クリス・レッドフィールド（Chris Redfield）
声 - ロジャー・クレイグ・スミス / モーションアクター - ルーベン・ラングダン
本作の主人公で、対バイオテロ組織「BSAA」の北米支部隊員。35歳、身長185cm、体重98kg、血液型O型。
『バイオハザード』、『バイオハザード CODE:Veronica』、『バイオハザード アンブレラクロニクルズ』に続き今作でも主人公を務める。
ラクーン市警特殊部隊S.T.A.R.S.の元メンバーであり、数少ない生き残り。『CV』で南極基地を脱出後もアンブレラ社を倒すべく活動を続けていた。現在はBSAAの北米支部に所属しており、BSAAの創設時からのメンバー「オリジナル・イレブン」の一人でもある。屈強な肉体はもちろん、観察力・洞察力に優れた知性も持ち合わせている。
シェバ・アローマ（Sheva Alomar）
声・モーションアクター - カレン・ダイヤー
本作でクリスの相棒を務める、もう1人の主人公。年齢23歳、身長165cm、体重52kg、血液型AB型、左利き。
BSAA西部アフリカ支部に所属するアフリカ出身の褐色肌の黒人女性。アンブレラ社の実験で両親を亡くしており、バイオテロに強い憎しみを抱いている。
ストーリーを一度クリアすると、操作キャラクターとしてシェバを選べるようになる。プレイヤーがシェバを操作する時は、左利きという設定が反映され、画面右側に寄る。
ジョッシュ・ストーン（Josh Stone）
声 - TJ・ストーム（モーションキャプチャーも兼任）
BSAA西部アフリカ支部所属。BSAAでも屈指のベテラン隊員で、特殊作戦部隊「デルタチーム」の隊長。35歳。身長185cm、体重93kg。黒人。
クリスにも劣らない重量型の体型をしている（なお、体型の違いはクリスより5㎏ほど軽いぐらい）。
基本的には規則に忠実だが、状況に応じて個人の判断による単独行動も許すといった柔軟さも兼ね備え、指揮官として優れた素質を持つ。
シェバがBSAAに入隊した時の訓練教官であり、他の隊員たちとともに彼女のことを妹のように大切にしている。
作中でも追加の「THE MERCENARIES」でも、ヘリコプターを操縦して迎えに来てくれる。
ダン・デチャント（Dan Dechant）
声 - Jim Sonzero / Douglas Rye モーションキャプチャー：Dan Southworth
BSAA西部アフリカ支部所属。アルファチームの鎮圧部隊隊長。53歳。身長185cm、体重89kg。白人。
スキンヘッドと多少強面な顔立ちが特徴で、BSAA最年長ながら、実力に衰えは見られない頼れる強者。
物語序盤で一時はアーヴィングの確保に成功するが、仮面の人物が放ったウロボロスの攻撃によってダン以外のメンバーは全滅し、彼自身もクリスにデータを託して死亡する。
ダンは元々アメリカの陸軍やアフリカのPMCに所属していたが、バイオテロの惨状を見てBSAAに移籍してきたという経歴を持つ。
次作『6』でクリスは北米支部で彼と同じ部署に就くことになる。
レイナード・フィッシャー（Reynard Fisher）
声 - Liam O'Brien モーションキャプチャー：TJ Rotolo
BSAA西部アフリカ支部所属の潜入工作員（および諜報員）。35歳。身長180cm、体重85kg。白人。
元々はアフリカの国家保安省に所属し、その経験から短期間で現地に溶け込み、潜り込むことを得意としている。
作中ではキジュジュ自治区の精肉業者に変装している。そのためムービーシーンの題名も「肉屋の男」。
クリスたちに武器を提供してくれたが、それが原因でマジニたちに正体が露見。捕まって処刑台に連行され、大勢の市民マジニの前で処刑マジニに斬首されるという凄惨な最期を遂げた。
カーク・マシソン（Kirk Macison）
声 - Chris Mala / 遠藤大輔
BSAA西部アフリカ支部所属のヘリコプターのパイロット。28歳。身長179cm、体重80kg。上空からの支援と情報提供を担当する。
救援に駆けつけたがキペペオにヘリを撃墜され、カークも死体となって発見された。
なお、メンバーの中で唯一、入隊前に戦闘の経験や経歴を持っていない（学校卒業してすぐにBSAAに加入したため）。
クリスとは面識があり、『バイオハザード リベレーションズ』のマラコーダ戦で救援ヘリとして現場に駆け付けている。この事件の際の作戦コードネームは「ハットトリック」だった。
デイブ・ジョンソン（Dave Johnson）
声 - Reuben Langdon　モーションキャプチャー：T. J. Storm
BSAA西部アフリカ支部所属。デルタチーム隊員。27歳。身長180cm、体重77kg。白人。
デルタチームで狙撃手として活動するほか、ハンヴィーの運転手を担当する。
ドライビングテクニックは素晴らしく、作中でも悪路にもかかわらず巧みなハンドルさばきを見せている。
カークの墜落現場では狙撃手としてクリスらを援護し、ライダーマジニとの激闘の末、無事クリスらとキジュジュ自治区に戻る。しかし、既にデルタチームは全滅しており、自身も車輌から降りて仲間の遺体に近寄った際に、現れたンデスに踏み潰され死亡した。
プライベートでラリー選手権に出場し入賞している。
ジル・バレンタイン（Jill Valentine）
声・モーションアクター - パトリシア・ジャ・リー
ラクーン市警特殊部隊S.T.A.R.S.の元メンバーで、クリスの相棒として長い間アンブレラと戦い続けてきた女性。33歳。身長172cm、体重56kg、血液型B型。
クリス同様、BSAA創設時からのメンバー「オリジナル・イレブン」の一人であったが、3年前のスペンサー拘束任務の際、ウェスカーとの戦いでクリスをかばって崖下に転落。後の捜索で遺体は発見されなかったが、その後の消息が全くわからず、BSAAでは殉職扱いにされていた。ところが、本作ではクリスのもとに、ジルの生存を示唆する情報が寄せられる。
後に、生きてウェスカーに囚われ、様々な実験の被験者にされていたことが判明。本編では、胸に取り付けられたデバイスから投与される薬物で洗脳され、仮面の人物としてウェスカーの手駒になっていた。クリスによってデバイスを外されたあとは正気に戻り、ウェスカーの弱点となる情報をクリスに伝える。
ダグ（Dag）
追加エピソード2「DESPERATE ESCAPE」に登場。
西部アフリカ支部所属の黒人ヘリパイロット。陽気な性格。
ジルのことを「レディ・バレンタイン」と呼ぶ。ジョッシュとも面識があるようで軽口を叩くこともある。
ジルとジョッシュを救出するためにヘリで駆けつけるが、2人がヘリに搭乗した際に負傷したジルの援護のため、搭乗が遅れ、マジニが放ったスティンガーミサイルの直撃により爆死する。

### トライセル社
リカルド・アーヴィング（Ricardo Irving）
声・モデル・モーションアクター - Allan Groves
トライセル社のアフリカ支社資源開発部門に所属する男で、同部門が所属する油田の所長。年齢20代後半〜30代前半。身長180cm、体重75kg。
有機生命体兵器（B.O.W.）を闇市場で売り捌く死の商人という裏の顔を持ち、エクセラともつながっている。また、油田の所長であることから、ウロボロス計画の資金の調達役でもあった。
拝金主義者で、尊大かつ傲慢で横柄な性格をしている。目的のためには手段を選ばないタイプでもある。
チンピラとビジネスマンを足したような見た目をしており、チンピラ風ファッションは取引相手にハッタリを利かせるために身にまとっているらしい。
BSAAに内通者を送り込んで拘束作戦を事前に察知し、キジュジュ地区にプラーガ・タイプ2を放ち、マジニの巣窟へと変貌させた。
また、ンディパヤ族の村の青年の日記によると、予防接種と偽ってプラーガ・タイプ3を投与してンディパヤ族をマジニ化させたのも彼である。
BSAAを出し抜いたまではよかったものの、クリス、シェバの追撃によって商談（この時に転売されるはずだったB.O.W.がポポカリムだった）を潰された上に、デルタチームの追加投入という予想外の事態を前に本来商品の筈だったンデスを独断で実戦投入し、それをもってしてもクリス達を仕留められなかった責任を仮面の人物から追求され、落とし前として品種改良された支配種プラーガを渡されたことから、エクセラが自身を駒としか見ていないと悟り、自暴自棄となった結果、最終的にはそれを自らに投与してクジラのように巨大な水棲生物のような怪物へと変貌してクリスとシェバに襲いかかった。
2人との激戦の末に倒されたあと、船の上に落下し、ヒントを残し笑いながら息絶える。
アーヴィングが支配種プラーガを注入するための「注射器」は、針がない空気注入器のようなタイプである。
なお、スペンサーの執事パトリックが書いた日記で明らかになったように、アーヴィングはアルバート・ウェスカーを知る女スパイと通じていた。
エクセラ・ギオネ（Excella Gionne）
声・モデル・モーションアクター - Nina Fehren
トライセル・アフリカ支社の女社長。年齢20代中盤〜後半。身長175cm、体重55kg。
一流モデルのようなスタイル抜群の美女だが、性格は非常に高飛車で冷酷。プライドが高く、特に男を見下す傾向が強いが、自分以上と認めた相手には心から尽くして計画の手助けをする部分もある。学業も優秀であり、若くして飛び級で大学へ進学し、遺伝子工学を専攻して卒業している。
ヨーロッパでも名の通ったイタリアの貿易商の一族“ギオネ家”の令嬢で、トライセルの創業者の血筋にも連なり、祖母を通じ、彼女が生まれる数年前にトライセルを創業した英国トラヴィス家とも深い縁があった。
ウェスカーに心酔し彼の計画に加担していたが、ウェスカーからは計画のための駒としか認識されておらず、最終的には彼に見限られウロボロスウィルスを投与される。その後、クリスたちの前でウェスカーの名を悲痛に叫びながら変貌し始め、周りの死体を大量に取り込み、面影皆無の巨大なウロボロス・アヘリと化した。
なお、エクセラは家柄を買われ、トライセルの製薬部門に引き抜かれたが、社内政治的には脇役だった模様。
『バイオハザード リベレーションズ』においてモルガン・ランズデールと秘密裏に取引を開始し、t-アビス計画を実現させたのもエクセラである。また、同作品に登場したジェシカ・シェラワットは、トライセルのエージェントである。
フードの人物
黒い迷彩柄のフードに身を包み、鉄の仮面で顔を隠している謎の人物。BSAAにウロボロスを差し向けたりアーヴィングを助けたりと、作中で暗躍する。
優れた体術と戦闘技術の持ち主で、クリスとシェバ2人を同時に相手にしても全く引けを取らないほど。
後にその正体は、ウェスカーに洗脳され彼の操り人形と化したジル・バレンタインであることが判明する。

### アンブレラ関係者
アルバート・ウェスカー（Albert Wesker）
声 - D.C.ダグラス / モーションアクター - ケン・ラリー
元アンブレラ主任研究員で、元S.T.A.R.S.隊長。48歳。身長190cm、体重90kg、血液型O型。
クリスとジルにとってはかつての上官にしてS.T.A.R.S.を壊滅に追いやられた仇敵となる人物。S.T.A.R.S.を壊滅させた洋館事件の際、自らの死を偽装するために特殊なウィルスを用いて一度死んだ後、ウイルスに適合したことで蘇っている。3年前にスペンサーの隠れ家でクリスらと交戦し、ジルと共に断崖へ転落したはずだったが今なお生存して事件の裏側で暗躍する。
本作では「ウロボロス計画」という謎の計画を目論み、そのためにトライセル社とエクセラ・ギオネを利用。キジュジュ自治区の事件の裏で暗躍している。
洋館事件の際に投与したウイルスに適合したことで瞬間移動と見紛うほどの素早い身のこなしや素手で人体を貫くほどの力など、超人的な身体能力を身に着けている。
本作では下記のスペンサーの真の目的と共にウェスカー出生の秘密についても明らかとなる。
オズウェル・E・スペンサー（Ozwell E. Spencer）
声 - アダム・クラーク
年齢75歳前後、身長179.4cm、体重65kg。
アンブレラ社の創設者の一人であり、同社の元総帥。
これまで容姿や目的は一切謎に包まれていたが、今作ではそれらが描かれると共にウェスカーに殺害される最期が描かれる。

## 登場組織
BSAA (Bioterrorism-Security-Assessment-Alliance)
“アンブレラ社の瓦解によって拡散した生物兵器が世界中でテロに悪用される”という事態に直面した製薬会社の組合『製薬企業連盟』が批判逃れを目的として共同で資金を拠出し、結成されたバイオテロ対策部隊。
後に国連の公的組織となった。欧州に本部を構え、世界各地に支部(北米・南米・極東・中東・東部アフリカ・西部アフリカ・オセアニア)を持ち、バイオテロの情報収集・予防・制圧を行なっている。予想外の事態で派遣部隊が危機的状況に陥ったり、全滅したりしても、撤退命令ではなく増員を送るなど、隊員の人命よりも作戦の完遂を優先する傾向があり、作中でもそのように描かれている。なお、クリスは北米支部、シェバは西部アフリカ支部に所属している。
『バイオハザード アンブレラ・クロニクルズ』でクリスとジルが所属した対バイオハザード私設部隊が前身になっており、クリスやジルなどBSAAの創設メンバー11人は、「オリジナル・イレブン」と呼ばれる。国連の公的組織になった後も製薬企業連盟から批判逃れと宣伝目的で多額の出資を受けているため、製薬企業連盟が未だに大きな権限を持っている。
世界各地に展開する国際的な組織という側面から、隊員の装備品はベレッタM92FやRPG-7など、様々な国で製造されたものとなっている。
隊員は大きく分けて2種類に分けられる。
SOU（Special Operations Unit）：特殊活動部隊
各国の軍隊・警察・特殊部隊・諜報機関などの経験者たちから成る実戦部隊（アルファ・チーム、デルタ・チームなど）。
12名編成で構成され、B.O.Wや変異体などの駆除を任務としている。それゆえに殉職率の高い危険な仕事であり、遺体も原形を留めない場合が多い。
作中では、ダン・デチャント、ジョッシュ・ストーンがこれに当たる。
SOA（Special Operations Agent）：特殊活動協力者
テロ組織やブラックマーケットおよびその売人の調査などの情報収集活動を行う、通称「エージェント」。
先の実戦部隊とは違い、主に1 - 2名の極少数での捜査、諜報活動を任務とする。作中では、クリス・レッドフィールドとシェバ・アローマが2マンセルでブラヴォーチームとして活躍している。
各種の技術や戦闘能力だけでなく、心理的適性も大きく考慮されて抜擢される。また、SOUと違って単独行動が多いことから技量がSOUより高く見られることもあるが、前述通り心理的適性が大きく考慮される形が多いため、実際には戦闘能力面に関しては、SOUの方が高いことも少なくない。また、極少数での活動ゆえ、多数の敵に襲撃されるとピンチに陥ることもしばしばある。
作中では、クリス・レッドフィールド、ジル・バレンタイン、シェバ・アローマ、レイナード・フィッシャーなどがこれに当たる。さらに、特に優秀なエージェントは、レベル10の行動権が認められており、支部を越えた捜査や、作戦の参加などが認められるようにもなっている。作中では、クリスがこれに該当する。
トライセル (TRICELL) 社
フルCGアニメ映画『バイオハザード ディジェネレーション』のエピローグにも登場した、今回のキジュジュ自治区におけるバイオテロへの関与が取り沙汰されている、世界的規模を誇る複合企業体である。
アフリカの地に油田と製油所を保有、ンディパヤ族の村に仮設テントの出張所が設けられている（チャプター2-3 サバンナより）。現地社員はMTのワンボックスカーを社用車として使っている。
「海運」「資源開発」「製薬」の3部門を主軸としているが、その前身は大航海時代の欧州の豪商であったトーマス・トラヴィスが創設した「トラヴィス商会」で、海運を生業とし、主にアジア方面との貿易で莫大な利益を上げ、後の「海運部門」の基礎となった。
その後、19世紀に入って、当時のトラヴィス商会の当主の末弟であったヘンリー・トラヴィスが著作した自らのアフリカ探検の全容を記録した書籍「博物総覧」の情報を独占し、それを基に、アフリカ各地で発見されたレアメタル採掘鉱山、油田、天然ガス田などの開発を行う「資源開発部門」を、20世紀中頃からは同じく「博物総覧」にあった情報を元手に採取した新種・珍種の動植物、昆虫などを基に薬品開発を行い、それを事業化させた「製薬部門」を、それぞれ社内に開設。それら3つの部門を統合するという意味から社名を「トライセル」と改めた。
製薬企業連盟の理事を務め、BSAAを援助する企業の1つである。幹部にエクセラ・ギオネがおり、彼女の祖母もまたトラヴィス一族の1人である。
『バイオハザード リベレーションズ2』の作中にて、今作より2年後の2011年の時点では壊滅していることが、クレア・レッドフィールドの口から語られている。
今作とは無関係なアクションゲーム『バイオニックコマンドー』にも、作中広告として登場している。
アンブレラ (Umbrella) 社

ンディパヤ族
アフリカ西部の湿地帯に暮らす先住民族。
始祖ウイルスを宿した不思議な植物“始祖花”を「太陽の階段」と称し、その唯一の産出場所である遺跡を神聖なる場所として代々守ってきたが、後に始祖花の存在とその特殊な効力を知ったアンブレラによって遺跡を強奪された。
その後も幾度となく遺跡を奪還しようと、研究施設を建設中だったアンブレラの部隊を襲撃していた。
アンブレラが崩壊した後は、それに取って代わる形でトライセル社に遺跡を占領された上に、今度は自分たちの居住地であった湿地帯に油田を建てられることになるが、その見返りとして村に移動施設を設置してもらうなどの恩恵を得たため、アンブレラと違ってトライセルとは比較的友好的な関係にあった模様。
キジュジュでバイオテロが発生した頃に前後して、アーヴィングによって「プラーガタイプ3」の実験台にされ、男性はマジニ化し、女性・子供は全員死亡することとなる。

## 登場クリーチャー
今作に登場するクリーチャーは、ほとんどがウェスカーが過去のバイオハザード事件で入手したB.O.W.（有機生命体兵器）や突然変異生物のデータを基に、トライセルの研究所で生み出されたものである。そのため、過去作に登場したクリーチャーの特徴を色濃く残しつつも、より兵器として高度に調整されたものとなっている。過去にアンブレラ社が生み出したクリーチャーは、もととなる生物の特徴や能力を極端に肥大化させたタイプと、別々の生物の特徴を合成させたタイプに二分される。

### プラーガ系統
マジニ
声 - Chris Jai Cartland、Fredson Mayiek/ モーションアクター - Chris Jai Cartland、Troy Bellinghausen (ライダーマジニ)
『バイオハザード4』（以下『4』）に登場した寄生生物「プラーガ」の改良型に肉体を乗っ取られた人間で、ガナードの上位種のような存在。名称は武器商人たちに付けられたもので、スワヒリ語で「悪霊」を意味する。
宿主の意識は失われ、プラーガの本能のまま他の生物に襲いかかる。宿主の知識や技術はそのまま残っており、会話や道具の使用、感染前の生活を模倣して社会に潜伏することも可能。身体能力も強化され、銃弾にも耐える生命力を獲得している。
今作では、トライセルでさらに改良を加えられた「タイプ2」「タイプ3」と呼ばれるプラーガが登場し、宿主の人間の口から花弁のようなクチバシを出して噛みつく攻撃が特徴的。
また、クリア後のミニゲーム『ザ・マーセナリーズ』とDESPERATE ESCAPEでは、処刑マジニなどの特殊な個体が倒した後に膨れ上がって爆発する攻撃を持つが、膨らんでいる最中に攻撃を当てるとダメージを受けずに爆発させることが可能（ただし間合いが近過ぎるとダメージを受ける）。
マジニ（市民）
キジュジュ自治区の市民が性能テストのために放たれたプラーガ・タイプ2に寄生され、マジニ化したもの。『4』における村人に相当する。
タイプ2の最大の特徴は、ある程度成長したものを経口投与することで、わずか10秒ほどで肉体支配を完了することにある。
これによって瞬く間に寄生が拡大してゆき、クリスたちが到着した頃には市民のほぼすべてがマジニ化していた。当初は普通の人間として生活していたが、BSAA部隊が行動を開始すると同時に凶暴な本性を現して襲い掛かる。
作中では、クリスとシェバの目の前で男性がプラーガを口にねじ込まれてマジニ化するシーンなどが見られた。
マジニ（先住民）
湿地帯に住んでいる先住民族“ンディパヤ族”が、予防接種と偽りプラーガ・タイプ3の胚を注入されマジニ化したもの。『4』における邪教徒に相当する。
“人間の姿を保ったまま身体能力を向上させる”ことをコンセプトとしているため、市民タイプのマジニより耐久力が高く、体力が1/3以上ある時は攻撃してダウンさせてもすぐ立ち上がる他、跳躍力が異様に発達している。しかし、女性や子供には定着せず、寄生の過程で死亡してしまうという欠点も存在する。
マジニ化した男性も皮膚から血の気が失せ、所々剥げ落ちて赤黒い肉がむき出しになった姿は、過去作のゾンビを思わせる（村のファイルの一つにも次第に人格が崩壊していく描写があり、『1』でゾンビ化する飼育係の日誌を思わせる）。マジニ化前は近代的な服装で生活していたが、現在は藁の腰巻や戦化粧など原始的な姿（村祭りの際に使用していたらしい祭り衣装）をしており、木製の盾（破壊可能）や槍、ピルム、弓矢で武装し襲い掛ってくる。また、邪教徒同様、遺跡では、太陽光をレンズで収束したレーザーや火石など珍しい武器も扱ってくる。
マジニ（武装兵）
トライセルの研究施設を警備する、戦闘訓練を受けたマジニの部隊。『4』における戦闘員に相当する。
肌の色や変質度合いは先住民マジニと共通しているが、投与されたプラーガのタイプは不明。金属製の盾やアーマー（マグナムなどの一部の武器以外では破壊不可）で守りを固め、近距離ではスタンロッド、遠距離ではアサルトライフルや手榴弾、ロケットランチャーといった強力な武器で攻撃してくる。側転で銃の射線を外すなど動作も厄介。稀に倒すと身体が膨張して爆発する個体がおり、プレイヤーや周囲のクリーチャーを巻き込んで大ダメージを与えるが、膨れ上がる最中に攻撃を当てるとダメージを受けずに爆発させることができる(こちらも間合いが近いとダメージを受ける)。
一般的にマジニと呼ぶと、上記の3種類を差す。
マジニ（扇動者）
サングラスを掛け、拡声器を持ったマジニ。
マジニたちを拡声器で扇動し、処刑マジニと共にBSAA隊員のレイナードを処刑した。他の個体より耐久力が高いが、他のサングラスを着用している者と異なり閃光手榴弾を防げない。「THE MERCENARIES」に登場する個体はデュバリアに変異する。
ゲーム中に字幕はないがMOVIEの演説を翻訳すると、ウロボロス計画完遂後の世界が「自分たちの楽園」になると信じており、計画の障害となるBSAAの排除を強く訴えている。
マジニ（アリソン）（Allyson）
ドレスを着た金髪白人女性のマジニ。
チャプター1-2に登場。キジュジュ自治区の異変に巻き込まれ離れた建物から助けを求めるも、プラーガを植え付けられクリスたちに襲い掛かる。他の個体より耐久力が高い他、ケファロに変異する。「THE MERCENARIES」で集会所ステージにのみ登場する個体は倒すと身体が膨れ上がり、周囲のプレイヤーやクリーチャーを巻き込み爆発する。膨張中に攻撃すると爆発を無効化できる。
処刑マジニ
頭に黒い布袋をかぶり、身体に拷問の後のような傷と釘がいくつも付いた巨体のマジニ。
恵まれた体格にプラーガによる肉体強化が加わったことで凄まじいパワーと耐久力を持ち、ギロチンの刃をくくりつけた巨大な断頭斧を振り回して味方もろとも標的を薙ぎ払う。名前の通り、キジュジュの街で未感染の人間に対する処刑執行者を務めており、BSAA隊員のレイナードも犠牲となった。特別出演した『バイオハザード リベレーションズ2』の公式ガイドブックによれば、プラーガ投与を拒む者を見せしめに処刑することで、自治区を恐怖で支配するための役割を担っていた。
「THE MERCENARIES」での個体は倒すと身体が膨れ上がり、周囲のプレイヤーやクリーチャーを巻き込み爆発する。膨張中に攻撃すると爆発を無効化できる。
処刑マジニ（赤）
赤い布袋を被り、背中から寄生体が露出した個体。
「THE MERCENARIES」の監獄ステージとDESPERATE ESCAPEの第3エリアに登場する専用ボス。刃が燃え盛る断頭斧を手にし、通常のものと比較して耐久力と動作のスピードが上昇している。通常個体と同じく撃破時に膨張爆発を起こす。
巨漢マジニ
処刑マジニほどではないものの、通常の個体と比較すれば恵まれた体格で身体能力に優れたマジニ。見た目は黒人系である。
白やアーミー柄のズボンを穿き、スキンヘッドに上半身裸の風貌をしている。武器は使わずひたすら殴りかかってくる他、両腕をクロスさせてショットガンの攻撃を防ぐことも（ただし転倒を防ぐのみでダメージは軽減されない）。処刑マジニにも言えることだが、優れた肉体を持つ一方で脳機能の言語能力に問題があり、仲間との意思疎通が図りにくく、組織行動を取らせ難いという欠点もある。
アッパーバージョンである『オルタナティブエディション』では、市民マジニと同じく武器を用いる個体が登場する。
チェーンソーマジニ
上半身裸で頭を麻袋で隠し、血濡れの大型チェーンソーを武器とするマジニ。『4』におけるチェーンソー男に相当する。
プラーガとの適合性が高かったため痩身ながら非常に打たれ強く、どんなに高い段差も軽々と飛び越える跳躍力を持つ。反面、凶暴性も増大しており、他のマジニとは全く言葉を交わさず、身の毛もよだつ雄叫びを上げながらチェーンソーを振り回す。チェーンソーの攻撃を受けると、一撃で即死もしくはDYING状態になる。また、プレイヤーランクが7以上の場合、一度倒された後にさらに凶暴化して復活し、常にチェーンソーを振り回しながら接近してくる。
ライダーマジニ
名前の通り、中排気量のバイクに乗ったマジニ。
プラーガの寄生で運動神経が向上し、プロレーサー並みのテクニックでバイクを乗りこなす。2度闘い、最初はアクションボタンのイベントで、次はハンヴィーで移動中に固定銃座の機関銃で迎え撃つ。自分の武器では戦わない。
巨人マジニ
先住民マジニのうち、数人が突然変異を起こして身長3メートルほどの巨体となったもの。
身長に反して体格はやや細身。耐久力に優れるうえ、頭に被った巨大な金属製の仮面はロケットランチャー以外の攻撃を無効にするほど強固。これを盾にして迫り来るため効果的なダメージを与えにくい。敵を発見すると雄叫びをあげて仲間を呼び、強烈な蹴りや、木製のトゲと人間の頭蓋骨をいくつも集めて作った棍棒で襲い掛かる。
ガトリングマジニ
武装兵マジニの隊長格。『4』におけるガトリング男に相当する。
わずかに感染前の生活習慣が残っているらしく、葉巻を燻らせている。恵まれた体格に加え、高い戦闘技能を持つ人間がベースとなっており、マジニの中でも最強クラスの身体能力を持つ。本来銃架に固定して用いる大型のガトリング砲を手にしたまま乱射し、標的が物陰に隠れた所で手榴弾を投げ込む。ほとんどの武器のダメージを軽減させる上に、背後からの攻撃は爆発などを除き巨大な金属製のバックパックで無効化してしまう。本編終盤と「THE MERCENARIES」にのみ、眼帯をして赤いガトリングを装備した個体が登場する。また、サングラスをつけた個体には閃光手榴弾が効かない（サングラスは頭部へ幾度かダメージを与えることで破壊可能）。
ケファロ
宿主の人間が深刻なダメージを受けたため、寄生体が露出して直接肉体の制御を行っている状態で、『4』の「寄生体が露出したガナード」タイプAに相当する。
一本の長大な触手が欠損した頭部から生えており、振り回して先端の鉤状の突起で相手を切り裂く。本来プラーガは光に弱いが、トライセルによって改良が加えられたため、閃光手榴弾などの強烈な光を受けなければ日中でも活動可能。そのため序盤からプレイヤーを追い詰める。また、旧型と同様に変異すると武器を使用しなくなる（変異時に持っている武器は消滅する。ダイナマイトなどの爆発系の武器は爆発せずに消滅する）他に、閃光で即死する。早歩きしていときに、何発撃ち込むと転倒するのでそこから体術〆ができる。なお、前作『4』の寄生体は成長段階によって3タイプに分かれていたが、今作は突然変異による形態の変化。
名前の由来はアフリカ産の塊根性植物ケファロペンタンドラ。
デュバリア
ケファロと同じく、寄生体が直接人体を制御している状態。こちらはタイプBに相当するが、ケファロと違い上半身全体が寄生体に変わってしまう。
外見は球状の巨大な肉塊のような姿で、外側はロケットランチャー以外の銃弾を弾くほど強固。内部は脆弱だが、鋭い牙が隠されており、花弁のように開いて咬みついてくる攻撃を受けると一撃でDYING状態になる（海外版ではDYING状態で噛み付かれた場合、上半身が食いちぎられ死亡する）。さらに、ダウンさせてもすぐに立ち上がるため、体術(一部を除く)も不可能。ただし閃光手榴弾には無力で、変身の際に腕が吹き飛んでしまうため段差や梯子を上れない。ケファロと同様の対策以外にも、変異する前に体自体をバラバラにしたり、ダウン状態などで体力を0にしてしまえば、変異することはない。
キペペオ以外の各種寄生体は、合計3体存在している間は新たな寄生体は登場しない（出現数に上限があるため）。
名前は多肉植物の属名から取られており、大口を開けた姿がキョウチクトウ科の多肉植物である花デュバリアを想起させるためつけられたもの。また、この科に属する植物には花弁から腐臭を放つ「腐肉花」と呼ばれるものが存在し、そうした意味でもこの怪物に相応しい名前となっている。
キペペオ
マジニを倒すと稀に出現する、寄生体の変異種。名前はスワヒリ語で「蝶」を意味する。
本来脚となる骨組みに薄い被膜を張り、それをはためかせて飛行する。見た目に反してヘリに攻撃を仕掛けるほど運動性が高く、横移動で射線を外しながら接近し、口から吐き出す酸や、尻尾の触手を首に巻き付けて締め上げる攻撃を行う。カークはこれに襲撃された際に「飛行型のB.O.Wに…」と言っているため、プラーガ独立型というよりはB.O.Wとして扱われている。生物に寄生せずキペペオ単体で出現する場面もある。
ブイキチワ
宿主の肉体から出たプラーガの変異種が野生化したもの。名前のブイは「蜘蛛」、キチワは「頭」を意味する。
6本足の蜘蛛のような姿をしている。普段は地中に潜って休眠し、生物の気配を察すると現れて体内に侵入するべく襲い掛かってくる。元々B.O.Wとして開発されたというより、プラーガ独立型が遺跡で繁殖したとも言える。旧型に比べ日光に対する耐性が強く、単体でも長時間行動できるが、閃光弾などの強烈な光には弱い。
アジュレ
改良型プラーガに寄生された中・大型犬。キジュジュの町や湿原の油田、トライセルの輸送船に出現する。名前は、アフリカの砂漠などに住むといわれる幻獣が由来。
低い姿勢から俊敏な動きで飛びかかり、キックや圧し掛かって喉笛に咬み付く攻撃を行う。さらに、頭部を攻撃するか一定の時間が経過すると、頭部から首までが縦に割れて寄生体が露出し、触手を振り回して叩きつけるほか、割れた頭部を巨大な顎として相手の頭を咬み砕く攻撃を行う（6-1の船首甲板に登場する個体の中には、最初から寄生体が露出した状態の個体がいる）。神秘性は微塵も感じさせない醜悪な怪物である。焼夷手榴弾、寄生体が露出した状態ならば閃光手榴弾でも即死させることが可能。
ポポカリム
プラーガを寄生させたコウモリに遺伝子改造を繰り返して生み出された、軽トラ並みの大きさの大型B.O.W.。名前はスワヒリ語で、ポポは「蝙蝠」、カリムは「寛大」を意味する。
見た目は上半分がコウモリ、下半分が海老のような湾曲した尻尾が生えた姿をしている。
歩脚も兼ねた4枚の翼で空中、地上ともに高い機動力を持ち、巨体を生かした体当たりや前足の爪で攻撃する。弱点は尾部の寄生体だが、向かって前面は硬質の殻で覆われており。裏側に回っても寄生体がクモ糸状の粘液を放出して動きを封じてしまうため、攻撃するには遠距離からの狙撃か、爆発系の攻撃で動きを止める必要がある。
ンデス
『4』に登場したクリーチャー「エルヒガンテ」と「リヘナラドール」のデータを基に、トライセルが改良を施して生み出した大型B.O.W.。名前は、アフリカの伝承に伝わる食人鬼が由来である。
改良型プラーガを寄生させた人間に遺伝子改造を施して巨大化させ、さらに4体の改良型プラーガを加えたことで耐久力と制御の安定性が飛躍的に向上。また、背中の大型の寄生体が破壊されない限り、他の4体は何度でも再生する。腰にはデルタチーム隊員や市民、牛の遺体や頭蓋骨が吊るされている。ンデスとの戦闘は、ガンシューティングゲームのような特殊なもので、ハンヴィーの固定銃座を用いボウガンや火炎瓶で援護するマジニを倒しつつンデスに攻撃していく。
アーヴィング(変身後)
リカルド・アーヴィングが品種改良された支配種プラーガを投与して、巨大な水棲生物へと変貌した姿。
クジラのような巨体にさまざまな魚介類を融合させたような怪物で、巡視艇並みのスピードで水中を移動し、2種類の触手と体当たり、寄生体の咬み付き（即死）で攻撃する。アーヴィング本人は、殻に覆われた寄生体の口内に舌のような姿で融合しており、寄生体自体の核を攻撃することで姿を現す。戦闘では通常の武器の他、巡視艇に2機ずつ設置された重機関銃とグレネードランチャーの銃座も使用可能。
U-8
タカアシガニのような姿をした巨大なB.O.W.。プラーガを用いて多種の生物の遺伝子を強制的に融合させて生み出された。名前の「U」は究極（Ultimate）を意味する。
全身を包む甲殻は戦車の装甲にも匹敵する硬度を持ち、B.O.W.の中でも突出した防御力と攻撃力を持つ。反面、脚部の装甲が一部欠損しており、遠距離からの狙撃にも弱いなどの弱点もあるが、腹部に多数格納されたU-8とは別種の飛行型B.O.W.が周囲の敵に無差別に体当たりを行うため攻撃は容易ではない。兵器としての完成度は高く、後に脚部の装甲を補った完成体が闇市場で売られ、かなりの戦果を挙げているという。作中のファイルではクリスとシェバが戦ったのは初期型と表記される。なお手榴弾を所持している場合、怯ませた時に顔に近付くと口中に「投げ込む」というアクションボタンが表示され、それを3回行うことでも倒せる。

### 始祖ウィルス系統
リッカーβ
『バイオハザード2』などに登場したゾンビの突然変異体“リッカー”を、トライセルが正式にB.O.W.とするべく始祖ウィルスを用いて改良したもの。
嗅覚と繁殖力が向上したのみで外見にも変化は見られないが、ショットガン程度では怯ませることすら難しいほど耐久力が向上。2種類の即死攻撃も追加されており、そのうち一つはパートナーの助けがなければ防げないことから、マーセナリーズのソロプレイではさらに難敵と化す。聴覚で獲物の位置を捕捉するため、離れた場所をゆっくり歩けば気づかれない。しかし、出現する場所は狭いエリアが多く、扉を蹴破るなど音を立てなければ進めないため、基本的に戦闘は避けられない。
ジル(ダークサイド)
ウェスカーに捕われたジル・バレンタインが、始祖ウィルス研究の過程で生まれた薬品P30を連続投与され、洗脳を受けている状態。薬品の影響で身体能力は超人の域に達しており、垂直の壁を駆け上がり、クリスとシェバの2人を同時に相手にして容易にねじ伏せる。
P30は強い洗脳力を持つが、効力を発揮する時間が極めて短いため、胸部に取り付けられたデバイスから常に体内へ注入されている。このデバイスを取り外すことで洗脳を解くことができるが、デバイスの触手が体内に深く喰い込んでいるため、デバイスに攻撃を当てるか引きはがしを繰り返し、耐久力を減らす必要がある。デバイスではなくジル自身に攻撃を当て続けると、ジルが死亡してゲームオーバーになってしまう。一応、レコードでの敵撃破数に記録される。
アルバート・ウェスカー
始祖ウィルスを起源とした改良型ウィルスに適合し、超人的な肉体を獲得した存在。
過去作『CODE:Veronica』のムービーシーンでクリスと死闘を演じたが、今作でプレイヤーと直接対決となる。以前よりもさらに身体能力が向上しており、今作では素手で人体を引き裂く力、ロケット弾の爆発にも耐える頑健さ、至近距離からの銃撃をもたやすく回避するほどの反射速度を兼ね備えている。しかし、攻撃の回避は相手を視認している状態に限られ、死角からの攻撃や暗闇で相手を見失った状態での攻撃は回避できない。また、体内のウイルスを安定させるために特殊な薬品“PG67A/W”を定期的に適量投与しており、過剰に投与すると体内のバランスが崩れて弱体化してしまう。
ブロブ
追加エピソード「Lost in Nightmares」に登場する人型のB.O.W.。
頭部にフードをかぶり、錨のような巨大な武器を引きずりながらスペンサー邸を徘徊している。クリスらを片手で持ち上げるほどの怪力を誇り、一度掴まれればパートナーの助けがない限り死は免れない。背中には膨れ上がった巨大な肉塊があり、中には強酸が詰まっている。複数体存在し、執拗に侵入者を追い詰めてくる。
劇中ではスペンサー邸にいたスペンサーのSPたちを侵入者と間違えて皆殺しにしている。

### ウロボロス系統
ウェスカーが始祖ウィルスをベースに作り上げた“ウロボロス・ウィルス”に感染して生まれたクリーチャー。世界のバランスを変えるという「ウロボロス計画」の要であり、事実上プラーガよりもこのウロボロスこそが作中で重要なキーワードとなっている。ウィルスに感染し、遺伝子が適合しなかった者は全身をウィルスに蝕まれ異形の怪物となり果ててしまうが、見事適合した者は自我と人間の姿を保ったまま超人的な肉体を持つ“新人類”へと進化することができる（らしい）。エクセラ曰く、人間の進化を助ける賢者の石だが、作中で自我を失わずその力を行使できたのはウェスカーのみである。
リーパー
カマドウマのような姿をしたクリーチャー。ウロボロス・ウィルスを搭載したミサイル運搬中の事故により、小型節足動物の一種が漏出したウィルスの影響を受け誕生した。
普段は巨大な卵の中（この状態で攻撃しても倒せない）に潜んでおり、生物の接近を感知すると孵化し、視神経に作用して視界を歪ませる毒性ガスをまき散らしながら這い寄ってくる。組みつかれると、鎌状の前足で胴体を貫かれて即死してしまう。頭部や前足を破壊すれば即死攻撃を防げるが、代謝能力が高く、瞬時に再生してしまう。また、胴体部分の外殻は銃弾を弾くほど強固で、下手に攻撃を加えると衝撃でガスを噴出し、狙いを付けることすら困難になってしまう。弱点は腹部と両肩に時折露出する白いコアで、グレネードランチャー（炸裂弾を除く）や爆発系の攻撃、スタンロッドの攻撃で、ガスを噴出させずにコアを露出させることが可能。
偶発的に誕生したクリーチャーにもかかわらず高い戦闘能力を有していたことから、研究対象となり、「死神（Reaper）」と名付けられた。
怯んでいるリーパーの背後に回るといつもより勢いよく起き上がり、その後「スーパーアーマー状態」になるというバグが存在する。この状態になってしまった場合、手榴弾や感知式爆弾の攻撃を当てると元に戻る。
ウロボロス
キジュジュ自治区の住民の一人がウロボロス・ウィルスを投与され、遺伝子がウィルスに適合せず暴走したもの。
投与されたウィルスは感染者の肉体から養分を吸収して爆発的に増殖し、全身を無数のヒルのような嚢胞で覆っている。感染者の意識はもはやなく、ウィルスの本能に従い、より優れた遺伝子を求めて周囲の生物に無差別に襲いかかる。弱点は炎と、嚢胞の隙間から見えるオレンジ色のコアだが、攻撃を加え続けると全身を分解して姿を消し、別の場所へ寄り集まって再生するという芸当も可能。焼却炉を使ってトドメをささなければトレジャーが手に入る（焼却炉で死ななかったウロボロスをほかの手段で撃破した場合でもトレジャーは入手可能）。
ウロボロス・ムコノ
研究所で出現するウロボロス・ウィルスを投与された実験体が怪物化したもの。名前のムコノは、スワヒリ語で「腕」を意味する。
上記のウロボロスより感染者の適合性が高かったため、より強靭で巨大な肉体となっている。ウィルス嚢胞で編み上げられた腕は伸縮自在かつ、切り離して自律行動させることでより遠くの標的を攻撃可能。弱点は両腕と背中にある4つのコアだが、本体となる背中の2つは体内に隠されており、火炎放射器などの強力な炎を浴びせることで初めて姿を現す。
ウロボロス・アヘリ
エクセラがウェスカーにウロボロス・ウィルスを投与され、変わり果てた姿。名前のアヘリはスワヒリ語で「終局」「極限」を意味し、ウィルスによる進化の袋小路であるこのクリーチャーを象徴するもの。
周囲にあった大量の人間の死体を取り込み、過剰な養分と複数の遺伝子を吸収したことで、さながら天を衝く巨木の如き姿へ異常成長を遂げた。枝分かれした2本の触手の先端にあるコアに発光するほどのエネルギーを集中させて標的を叩き潰す。また、あまりにも膨大なウィルスの集合体であるため、攻撃を受けて散った破片までもが小型のウロボロスとして活動する。弱点は触手の根元に隠されている巨大なコアで、触手のコアをすべて破壊するとしばらくの間露出するが、一定のダメージを与えるか時間が経過すると再び体内に隠れ、以後は触手が4本に増えて攻撃が苛烈になる。戦闘では攻撃衛星レーザー砲“シャンゴ”を使用することができるが、実は使わなくても倒すことは可能。
アルバート・ウェスカー(ウロボロス)
ウェスカーが体内のウィルスを安定させるための薬品“PG67A/W”を過剰投与されたことで弱体化し、最後の手段として自ら大量のウロボロス・ウィルスを取り込み変異したもの。
これまでの暴走体と同様にウィルス嚢胞が上半身を覆い、心臓部分にコアが形成されているが、これらは意図的に起こしたものであって、ウェスカーの意思が完全にウィルスを支配している。
嚢胞で形成された長大な腕は、数十メートルにまで伸びる伸縮性と岩盤を容易に砕くほどのパワーを持ち、振り回した遠心力で嚢胞を弾丸のように飛ばして攻撃する。さらに、右腕には金属の破片が鎌のように取り付いており、極めて危険な凶器と化した。体術や迅速移動は行えなくなったものの、攻撃力と耐久力は比較にならないほど向上している。戦闘の終盤において、コアに攻撃を当て続けると特殊な体術が使用可能となり、最後まで決めると残り体力に関係なく倒すことができる。
戦闘後は溶岩に落ちるが、それでもまだ生きており、クリスとシェバの乗る飛行機に腕を伸ばして道連れにしようとする。しかし、最後はクリスたちが放ったロケットランチャーをまともに食らい、溶岩に飲まれて完全に死亡した。

### その他
実験体
かつてアンブレラが築いた「アンブレラ・アフリカ研究所」を再稼働させたウェスカーやエクセラ率いるトライセルによって捕まり、研究所内で生体実験の材料にされた人間のなれの果て。
不要と判断されれば、薬液に満たされたカプセルから縦穴へと廃棄されたり、ベルトコンベアで他の廃棄物と共に焼却炉へと大量に運ばれるといったぞんざいな扱いを受けているが、一部は死んではおらず人間が近づくと反応して襲い掛かる。
ゾンビ
追加エピソード「Lost in Nightmares」に登場するゾンビ。
劇中で登場する「パトリックの手記」によると、スペンサーや彼の意を受け実験を手伝ったパトリックの手によりウィルスを投与され、スペンサー邸の地下へ閉じ込められた人間たちのなれの果てである。地下の牢獄の中に閉じ込められていたこともあって、ゾンビの多くは生命活動を停止しており、わずかに生き残った者も痩せ細っているのが特徴。

## 敵以外の動物
カラス
倒すと稀にお金を落とす。飛び立つ前であれば容易に撃ち落とせる。
ニワトリ
回復アイテム「卵」を産んでくれる有難い存在。腐卵は産まない。『4』とは違い、たまに跳びかかって攻撃してくる。
ネズミ
主に屋内を走り回っている。倒すと稀にお金を落とす。
ハゲワシ
鉱山と油田の入口上空にのみ出現。常に上空を飛び回っているため、撃ち落とすのが難しい。
コウモリ
鉱山や遺跡の内部に出現。これも飛び立つ前であれば容易に撃ち落とせる。
ヘビ
前作同様、木箱や壺の中にいる他、今作では一部の茂みにも潜んでおり、攻撃も仕掛けてくる。倒すと、白か茶の卵を落とす。
ナイルパーチ
湿地帯や池を泳いでいる魚。倒すと必ずお金を落とすが、前作の「ブラックバス」などとは違い、回復アイテムにはならない。
ワニ
湿地帯に出現。「敵以外の動物」では最も危険な存在で、喰い付かれると水中に引きずり込まれ、ゲームオーバーになる。倒せるが体力が高い。野生とはいえ、半ばンディパヤ族の生活に関わっており、作中には彼らがワニを利用している描写がある。本来のワニの捕食時の行動として、食いついた獲物を確実に仕留めるため、獲物に噛みついたまま水中でぐるぐる回るワニの性質「デスロール」も再現している。
クモ
何の変哲も無いただのクモで、遺跡の壁にへばり付いている。倒すと稀にお金を落とす。

## ステージ
チャプター1-1 検問所
アーヴィングを追いキジュジュ地区にやってきたクリス・シェバと突如現れたマジニとの初対決。主な操作方法もこのステージで習得する。中ボスとして処刑マジニが登場する。
チャプター1-2 集会場
集会場から市街地へと進み、アルファチームとの合流地点を目指す。ボスはウロボロス（この時点では名前は明らかにされない）。
チャプター2-1 倉庫
アーヴィングが逃げたとされる鉱山を目指し、港と路地を進む。中ボスはチェーンソーマジニ。
チャプター2-2 駅構内
真っ暗の鉱山を明かりで照らしながら進む。ボスはポポカリム。
チャプター2-3 サバンナ
デルタチームへの合流地点目指して、追いすがるライダーマジニを倒していく。体力が車の耐久値になる。このステージではシューティング風となっており、体力回復ができないステージとなっている。しかしリスタートすると車の耐久値が一定数回復する。ボスはンデス。
チャプター3-1 大湿原
各地に点在する集落を巡りながら石板を集め、先住民の村へと潜入する。
チャプター3-2　処刑場 油田・掘削施設
先住民の処刑場から続くアーヴィングが所有する油田へと向かう。終盤では制限時間付きイベントがある。
チャプター3-3 油田・掘削施設　巡視艇
アーヴィングを追いながら掘削施設の門を開放して川を上っていく。ボスはモンスター化したアーヴィング。
チャプター4-1 洞窟
罠だらけの古代遺跡に潜入し、迷宮を突破していく。
チャプター4-2 神殿
触れるだけで即死となるレーザー光線飛び交う神殿内を進んでいく。
チャプター5-1 地底庭園
打ち捨てられた実験施設内を進んでいく。敵は二種類。ボスはU-8。
チャプター5-2 実験施設
謎のコンベアが稼働する施設内を進んでいく。リーパーが初登場。ボスはウロボロス・ムコノ。
チャプター5-3 ウロボロス研究施設
ウロボロス研究施設・実験施設・ミサイル施設を進み、再び遺跡へと戻る。ボスはウェスカーとジル。
チャプター6-1 船首甲板
コンテナが多数積まれた甲板エリアと船倉内を進む。ラストにロケットランチャー部隊。中ボスはガトリングマジニ。最初から寄生体が露出した姿のアジュレなどが登場する。
チャプター6-2 船央甲板
ボスであるウロボロス・アヘリの暴走を潜り抜けながら倒すことを目指す。
チャプター6-3 船橋甲板
敵の波状攻撃を避けながらウェスカーとの最終決戦に挑む。

## オルタナティブ エディション
東京ゲームショウ2009にて、「バイオハザード5 オルタナティブ エディション」（バイオハザードファイブ オルタナティブ エディション、BIOHAZARD 5 Alternative Edition）を開発していることが発表された。PlayStation 3向けに2010年2月18日発売。エピソード・コンテンツが追加され、希望小売価格は、4,990円（税込）。Xbox 360版や旧バージョンの「バイオハザード5」購入者は、これらの追加要素を有償ダウンロードすることができる。オリジナル版に収録されていた映像特典「バイオハザード5メイキング映像」および「バイオハザード:ディジェネレーション予告編」は含まれていない。日本国外では『Resident Evil 5: Gold Edition』というタイトルで発売。日本国外ではXbox 360版でも『Gold Edition』が発売されているが、PlayStation 3版と違いディスクに追加コンテンツは収録されておらず、代わりにダウンロードコンテンツを無料でダウンロードできるシリアルコードが同梱されている。2015年4月1日にはWindows版がSteamにてオリジナル版と同時に配信されたほか、オリジナル版向けに追加ダウンロードコンテンツ「アントールド ストーリーズ バンドル」も配信された。価格は「オルタナティブ エディション」が2,990円（税込）、「アントールド ストーリーズ バンドル」が1,490円（税込）。
本バージョンのみの要素として2010年春発売予定だったPlayStation Moveに対応する予定であったが、Moveの発売延期に伴い対応が先送りになった。2010年9月14日のアップデートにより対応し、Moveが接続されていない状態でも起動時にMoveの使用時の注意書きが表示されるようになった。
追加エピソード1「LOST IN NIGHTMARES」
『5』本編で語られた、スペンサー邸へクリスとジルが突入する物語。スペンサー邸は、洋館事件の洋館（『1』リメイク版のもの）と非常によく似た館となっている。操作キャラクターはクリスとジル。最初のホールで入ってきた扉を3回調べるとシリーズ初期の固定式カメラとラジコン操作でのプレイができる。
追加エピソード2「DESPERATE ESCAPE」
『5』本編クリスとシェバによって自我を取り戻したジルと、彼女と合流したジョッシュを操作し、トライセルの施設から脱出するエピソード。操作キャラクターはジルとジョッシュ。
追加コンテンツ1「VERSUS」
「THE MERCENARIES」のマップを使用して2〜4人でオンライン対戦を行うモード。登場するマジニを倒して得点を競う「SLAYERS」と、プレイヤー同士で殺しあうことで得点を競う「SURVIVORS」、2対2のチーム戦である「TEAM SLAYERS」、「TEAM SURVIVORS」の4種類のルールがある。
追加コンテンツ2「THE MERCENARIES REUNION」
『5』本編の「THE MERCENARIES」とは別に登場するミニゲーム。基本ルールは本編の「THE MERCENARIES」と変わっていないが、操作キャラクターとゲームバランス、一部のアイテムの配置が変更されている。クリスとシェバに関しては別コスチューム（クリスは「Exoskeleton」と「Warrior」、シェバは「Office lady」と「Folklore」） となっており、このコスチュームは本編でも使用が可能。その他に『5』本編からジョッシュとエクセラが、過去のシリーズ作品からレベッカ・チェンバースとバリー・バートンがゲスト出演している。
旧バージョンではそれぞれのキャラクターのコスチュームが1種類ずつセットになった「COSTUME PACK1」、「COSTUME PACK2」に付随して販売。

## 論争
本作はE32007にて公開されたトレーラーにて、白人の主人公（クリス）がアフリカの小村にて黒人の敵たちを殺しているのを描いていると非難された。ニューズウィークのンガイ・クロールは、予告であると認めたものの、「トレーラーには古典的な人種差別と多く符合するものがあった」と評した
。
2008年5月31日に公開された第二のトレーラーでは敵がより人種的多様になったのと、主人公をサポートするハーフアフリカンのシェバが登場するのが明らかになった
。竹内潤は今回の問題が本作の内容に影響することを否定し
、論争に驚いたと発言した。またMTVのインタビューではカプコンのスタッフは人種的に多様であり、問題のトレーラーは異なる文化では違う受け取り方をされたかもしれないと認めた
。
Computer and Video Gamesにて川田将央も問題について「私達は全ての人々を喜ばせることはできない。私達はエンターテインメントビジネスをしており、政治的見解などをのべているのではない、そうとられたのなら残念だ。」と発言した
。